# Ágora de Atenas

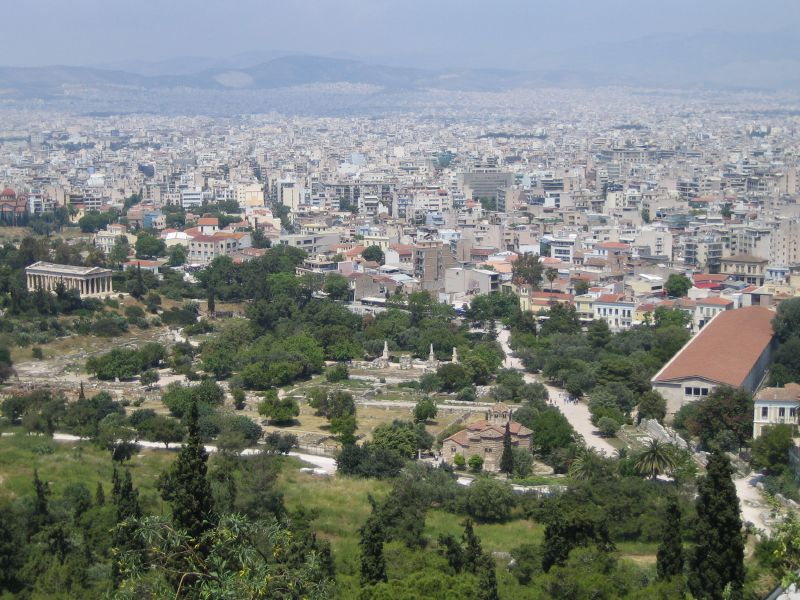
Vista da antiga ágora, o templo de Hefesto está à esquerda e o Estoa de Átalo à direita

A ágora de Atenas foi um espaço público de fundamental importância na constituição do espaço urbano da Atenas clássica. A Ágora constituía o centro da vida política, social, económica, religiosa e cultural da cidade de Atenas.
A ágora possuía papel importante na configuração da democracia ateniense e na política da cidade, sendo o local, por excelência, da manifestação da opinião pública, adequado à cidadania cotidiana. A ágora de Atenas caracterizava-se como uma grande praça, um vazio contrastante em meio ao casario compacto típico da Atenas clássica. Em sua face Oeste era limitada por uma sequência de edifícios públicos, cada um representando um papel diferente na vida política da cidade. Em sua face leste, estava limitada por mercados e feiras livres. A Ágora era frequentada principalmente por homens, que preferiam a vida pública à privada (esta última sendo atribuída às mulheres), era aqui que os homens se reuniam para discutir sobre política, assuntos de justiça ou obras públicas, para conversar sobre jogos e competições, para estabelecer negócios, comprar e vender escravos ou, para disfrutar momentos de lazer.
A ágora localizava-se num dos pontos mais baixos de Atenas, de forma que era possível, dali, vislumbrar com um olhar os outros três espaços importantes na constituição da política da cidade: a acrópole (localizada no ponto mais alto), o areópago e a pnyx (localizados à meia altura entre a ágora e a acrópole).
Circundada por longas stoai (plural de stoa), largos pórticos que protegiam os visitantes da chuva, e simultaneamente concediam luz e ar ao espaço. Cada stoa desempenhava uma função social importante, já que nesses locais os cidadãos discutiam política, artes, filosofia ou negócios.

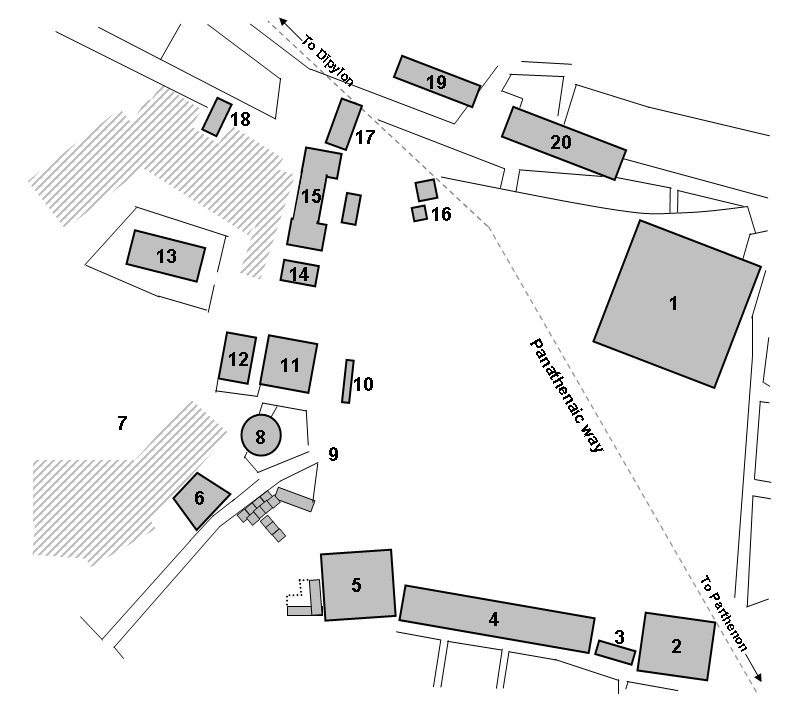
Plano mostrando principais construções e estruturas da ágora de Atenas como ela era no século V a.C.